# Plusia parvomaculata
Plusia parvomaculata là một loài bướm đêm trong họ Noctuidae.